# Huyện Kishoreganj
Kishoreganj là một huyện thuộc division Dhaka, Bangladesh. Huyện này có diện tích 2689 km², dân số năm 2002 là 2525221 người, mật độ dân số là 939 người/km².